# 理想の男になる方法
『理想の男になる方法』（りそうのおとこになるほうほう、原題：When We First Met）は2018年に配信されたアメリカ合衆国のロマンティック・コメディ映画である。監督はアリ・サンデル、主演はアダム・ディヴァインが務めた。

## ストーリー
エイヴリー・マーティンの婚約記念パーティーに参加していたノア・アシュビーは、不意に3年前のハロウィン・パーティーのことを思い出していた。ノアはその場でエイヴリーに一目惚れしたが、彼女はイーサンという実に立派な男性と恋に落ちたのだった。泥酔したノアだったが、エイヴリーの友人（キャリー）が自宅まで送ってくれることになった。道中、ノアは自分がエイヴリーに惚れていたことをキャリーに明かすのだった。ノアとキャリーは良き友人ではあったが、恋仲には発展しなかったのである。
キャリーはノアをマックスに引き渡した。マックスはノアが働くピアノバーの副支配人を務めていた。酔っ払ったノアはバーのプリクラで写真を撮った後、寝落ちしてしまった。以前、ノアとエイヴリーはそのプリクラで一緒に写真を撮ったのである。翌朝、ノアがベッドで目を覚ますと、驚くべきことに、彼は時間を遡っていた。ノアはエイヴリーと会った日にタイムスリップしたのである。またとないチャンスを得たノアはエイヴリーを口説きにかかった。必死なノアはエイヴリーに関する知識を総動員したが、それが仇になった。「初対面の男がこれだけよく知っているのはおかしい」と思ったキャリーがノアをストーカーだと思い込んだため、ノアはパーティー会場から叩き出されてしまった。ノアが再び目を覚ますと、時間は現在に戻っていた。「あれは夢だったのだろう」と思ったノアはエイヴリーの婚約パーティーの会場に向かった。しかし、あの体験は現実だったのである。ノアが会場に姿を現わした瞬間、「3年前のストーカーがやって来た」と場が大混乱に陥った。一連の事態の原因を探ったノアは、バーのプリクラに辿り着いた。
前回の失敗を踏まえ、ノアはマックスの助力を仰ぐことにした。マックスは「女性の気を惹くにはわざと不躾に振る舞うのが一番だ。男の荒々しさを見せつけてやれ。」とアドバイスしてくれた。それに従ったノアはエイヴリーを苛立たせたが、最終的にはセックスに持ち込むことに成功した。現在に戻ったノアは自分とエイヴリーが肉体関係に留まっていることを知って唖然とした。ライフパートナーには至れていない上に、エイヴリーがイーサンと親しくしていることを知ったノアは憤慨した。キャリーから「エイヴリーは頼りがいのある器の大きい男性が好き」という情報を得た後、ノアは3度目のタイプスリップを行った。
マックスの紹介で仕事を得たノアは親切な振る舞いを心がけ、より成熟した人間に見えるように行動した。その甲斐あって、ノアはエイヴリーと恋仲になることができた。ノアが現在に戻ると今度はエイヴリーと婚約状態にあり、しかも、以前よりはるかに裕福な暮らしをおくれるようになった。しかし、ノアは仕事に打ち込むあまり、マックスやエイヴリーと疎遠になってしまった。婚約パーティーでのエイヴリーの振る舞いを見るに、彼女がイーサンに惹かれているのは明白だった。ノアはキャリーに助けを求めたが、「もう修復はできない」と言われてしまう。
ノアは4度目のタイムスリップに挑む気でいたが、不意にある事実に気が付いた。タイムスリップして失敗を繰り返すうちに、自分とキャリーがどんどん親しくなっているような感覚があったのだ。ノアはある決意を胸に抱えたまま、再度過去へ向かった。

## キャスト
※括弧内は日本語吹替
- アダム・ディヴァイン - ノア・アシュビー（勝杏里）
- アレクサンドラ・ダダリオ - エイヴリー・マーティン（木下紗華）
- シェリー・ヘニッヒ - キャリー・グレイ（松井暁波）
- アンドリュー・バチェラー - マックス
- ロビー・アメル - イーサン（阪口周平）
- ノーリーン・デウルフ - マーゴ
- その他の日本語吹き替え：土田大／青山穣／竹内栄治／斎藤寛仁／Lynn／櫻庭有紗／金城大和／橘潤二／岡井カツノリ／逢沢ゆりか／こばたけまさふみ

日本語版スタッフ：演出：宇出喜美、翻訳：安藤里絵、制作：JVCケンウッド・ビデオテック

## 製作
2016年5月、アリ・サンデルが本作の監督に起用されたと報じられた。7月、本作の主要撮影がニューオーリンズで始まった。

## 評価
映画批評集積サイトのRotten Tomatoesには14件のレビューがあり、批評家支持率は36%、平均点は10点満点で4.7点となっている。また、Metacriticには5件のレビューがあり、加重平均値は35/100となっている。